# ADP-ribozilacija
ADP-ribozilacija je adicija jedne ili više ADP-riboznih grupa na protein. Te reakcije učestvuju u ćelijskoj signalizaciji i kontrolišu mnoge ćelijske procese, uključujući DNK popravku i apoptozu.

## ADP-ribozilacioni enzimi
ADP-ribozilaciju mogu da posreduju enzimi NAD+:diftamid ADP-riboziltransferaze, koji prenose ADP-riboznu grupu sa nikotinamid adenin dinukleotida (NAD+) na akceptore kao što su arginin, glutaminska kiselina, ili aspartinska kiselina. Kod ljudi, jedan tip ADP-riboziltransferaza su NAD:arginin ADP-riboziltransferaze, koje modifikuju aminokiselinske ostatke proteina kao što su histoni dodatkom jedne ADP-ribozne grupe. Te reakcije su povratne; na primer, kad je arginin modifikovan, nastali ADP-ribozilarginin se može razraditi dejstvom ADP-ribozilargininskih hidrolaza.